# 불광동
불광동(佛光洞)은 서울특별시 은평구의 법정동으로, 행정동은 불광1동, 불광2동으로 구별된다.

## 지명 유래
북한산(삼각산) 자락에 자리잡고 있는 이 곳 근처에 바위, 불광사(佛光寺)를 비롯한 크고 작은 사찰이 많아서 부처의 서광이 서려 있는 곳이라고 전해지는 데서 유래되었다.

## 역사
- 조선 한성부 상평방
- 1914년 경기도 고양군 불광리
- 1949년 서울특별시 서대문구로 편입, 은평출장소 관할
- 1970년 행정동을 1·2동으로 분동
- 1979년 은평구 설치
- 1985년 행정동 불광2동이 불광2동과 불광3동으로 각각 분동
- 2008년 6월 행정동 불광1·2·3동이 불광1·2동으로 통합하여 행정동 통합

## 교통
- 서울 지하철 3호선
  - 불광역, 연신내역
- 서울 지하철 6호선
  - 불광역, 독바위역, 연신내역
- 통일로
- 불광로

## 교육
- 불광초등학교
- 연신초등학교
- 연천초등학교
- 연광초등학교
- 수리초등학교
- 불광중학교
- 연신중학교
- 연천중학교
- 세명컴퓨터고등학교

## 아파트
| 북한산 힐스테이트 1차 | 현대건설 |  |
| 북한산 힐스테이트 3차 | 현대건설 |  |
| 북한산 힐스테이트 7차 | 현대건설 |  |